# Hypogastrura sahlbergi
Hypogastrura sahlbergi is een springstaartensoort uit de familie van de Hypogastruridae. De wetenschappelijke naam van de soort is voor het eerst geldig gepubliceerd in 1895 door Reuter.